# Kaštilac u Vrboskoj
Kula Kaštilac s arheološkim nalazištem u mjestu Vrboskoj.

## Opis
Na najvišoj koti poluotoka Zaglav sjeverno od Vrboske smještena je ovalna kula. Sačuvana je do visine od oko 5 metara, a promjera je oko 4 metra. Kula je građena priklesanim horizontalno uslojenim kamenom u vapnenom mortu, zidova debljine oko 50 cm. Kula ima puno prizemlje, zatrpano vjerojatno već tokom građenja, te kat čija je unutrašnjost kvadratičnog tlocrta, dok je vanjski obod kule ovalan. Kula je građena u 16. stoljeću, kao reakcija na osmanski napad na Hvar 1571., kada nastaju i dvije utvrđene crkve na sjevernoj strani otoka, crkva sv. Fabijana i Sebastijana (danas Marijina Uznesenja) u Jelsi i crkva sv. Marije u Vrboskoj.

## Zaštita
Pod oznakom Z-5750 zavedena je kao nepokretno kulturno dobro - pojedinačno, pravna statusa zaštićena kulturnog dobra, klasificirano kao "vojne i obrambene građevine".

## Vanjske poveznice
|  | Zajednički poslužitelj ima još gradiva o temi Kaštilac u Vrboskoj |